# Pavitina
Pavitina (paviti, vinjage, povitine,  lat. Clematis), rod listopadnih ili vazdazelenih grmova iz porodice žabnjakovki. Postoji preko 380 vrsta raširenih po svimj kontinentima. U Hrvatskoj raste nekoliko vrsta, to su: planinska pavitina (C. alpina),  plamenita pavitina (C. flammula), cjelolisna pavitina (C. integrifolia),  uspravna pavitina (C. recta), obična pavitina (C. vitalba) i primorska pavitina (C. viticella)
U ovaj rod uklopljene su i vrste nekadašnjeg roda Clematopsis

## Opis
Clematis je rod višegodišnjih, uglavnom penjačkih grmova iz porodice žabnjakovki (Ranunculaceae) s oko 370 vrsta rasprostranjenih u većem dijelu svijeta, posebno u Aziji i Sjevernoj Americi. Mnoge se vrste uzgajaju u Sjevernoj Americi zbog atraktivnih cvjetova. Cvjetovi mogu biti pojedinačni ili u velikim grozdovima. Mnogi plodovi su uočljivi zbog svojih postojanih stilova; javljaju se u sfernim skupinama. Listovi su nasuprotni, s pojedinačnim peteljkama i složeni, tj. imaju više dijelova.
Uobičajene vrste uključuju Clematis virginiana; C. vitalba; C. cirrhosa; i C. viticella. Najpopularniji hortikulturni hibridi nalaze se uglavnom u tri vrste: C. florida, cvjeta po ljeti; C. patens, cvate u proljeće; i C. jackmanii, cvjetaju u ljeti i u jesen.

## Vrste
1. Clematis acapulcensis Hook. & Arn.
2. Clematis acerifolia Maxim.
3. Clematis actinostemmatifolia W.T.Wang
4. Clematis acuminata DC.
5. Clematis acutangula Hook.f. & Thomson
6. Clematis addisonii Britton ex Vail
7. Clematis aethusifolia Turcz.
8. Clematis affinis A.St.-Hil.
9. Clematis afoliata Buchanan
10. Clematis africolineariloba W.T.Wang
11. Clematis akebioides (Maxim.) H.J.Veitch
12. Clematis akoensis Hayata
13. Clematis albicoma Wherry
14. Clematis alborosea Ulbr.
15. Clematis alpina (L.) Mill.
16. Clematis alternata Kitam. & Tamura
17. Clematis andersonii (C.B.Clarke ex Kuntze) H.Eichler
18. Clematis antonii (Elmer) L.Eichler
19. Clematis apiculata Hook.f. & Thomson
20. Clematis apiifolia DC.
21. Clematis archboldiana Merr. & L.M.Perry
22. Clematis aristata R.Br. ex Ker Gawl.
23. Clematis armandi Franch.
24. Clematis aureolata D.Falck & Lehtonen
25. Clematis austroanatolica Ziel. & Kit Tan
26. Clematis austrogansuensis W.T.Wang & L.Q.Li
27. Clematis baldwinii Torr. & A.Gray
28. Clematis baominiana W.T.Wang
29. Clematis barbellata Edgew.
30. Clematis bigelovii Torr.
31. Clematis bojeri Hook.
32. Clematis bonariensis Juss. ex DC.
33. Clematis boninensis Hayata
34. Clematis bourdillonii Dunn
35. Clematis bowkeri Burtt Davy ex W.T.Wang
36. Clematis brachiata Thunb.
37. Clematis brachystemon Gunn ex W.T.Wang
38. Clematis brachyura Maxim.
39. Clematis bracteolata Tamura
40. Clematis brasiliana DC.
41. Clematis brevicaudata DC.
42. Clematis brevipes Rehder
43. Clematis buchananiana DC.
44. Clematis burmanica Lace
45. Clematis cadmia Buch.-Ham. ex Hook.f. & Thomson
46. Clematis caleoides Standl. & Steyerm.
47. Clematis campaniflora Brot.
48. Clematis campestris A.St.-Hil.
49. Clematis carrizoensis D.Estes
50. Clematis catesbyana Pursh
51. Clematis caudigera W.T.Wang
52. Clematis chaohuensis W.T.Wang & L.Q.Huang
53. Clematis chekiangensis C.Pei
54. Clematis chengguensis W.T.Wang
55. Clematis chinensis Osbeck
56. Clematis chingii W.T.Wang
57. Clematis chiupehensis M.Y.Fang
58. Clematis chrysocarpa Welw. ex Oliv.
59. Clematis chrysocoma Franch.
60. Clematis cinnamomoides W.T.Wang
61. Clematis cirrhosa L.
62. Clematis clarkeana H.Lév. & Vaniot
63. Clematis clemensiae H.Eichler
64. Clematis clitorioides DC.
65. Clematis coactilis (Fernald) Keener
66. Clematis coahuilensis D.J.Keil
67. Clematis columbiana (Nutt.) Torr. & A.Gray
68. Clematis commutata Kuntze
69. Clematis comoresensis W.T.Wang
70. Clematis connata DC.
71. Clematis corniculata W.T.Wang
72. Clematis courtoisii Hand.-Mazz.
73. Clematis craibiana Lace
74. Clematis crassifolia Benth.
75. Clematis crassipes Chun & F.C.How
76. Clematis crispa L.
77. Clematis cruttwellii H.Eichler ex W.T.Wang
78. Clematis cunninghamii Turcz.
79. Clematis dasyandra Maxim.
80. Clematis dasyoneura (Korth.) Kuntze
81. Clematis decipiens H.Eichler ex Jeanes
82. Clematis delavayi Franch.
83. Clematis delicata H.Eichler ex W.T.Wang
84. Clematis diebuensis W.T.Wang
85. Clematis dilatata C.Pei
86. Clematis dimorphophylla W.T.Wang
87. Clematis dingjunshanica W.T.Wang
88. Clematis dioica L.
89. Clematis dissecta Baker
90. Clematis dolichopoda Brenan
91. Clematis dongchuanensis W.T.Wang
92. Clematis drummondii Torr. & A.Gray
93. Clematis dubia (Endl.) P.S.Green
94. Clematis elata Bureau & Franch.
95. Clematis elisabethae-carolae Greuter
96. Clematis elobata (S.X.Yan) S.X.Yan & L.Xie
97. Clematis erectisepala L.Xie, J.H.Shi & L.Q.Li
98. Clematis falciformis H.Perrier
99. Clematis fasciculiflora Franch.
100. Clematis fawcettii F.Muell.
101. Clematis fengii W.T.Wang
102. Clematis finetiana H.Lév. & Vaniot
103. Clematis flammula L.
104. Clematis flammulastrum Griseb.
105. Clematis flavidonitida W.T.Wang
106. Clematis florida Thunb.
107. Clematis foetida Raoul
108. Clematis formosana Kuntze
109. Clematis forsteri J.F.Gmel.
110. Clematis fremontii S.Watson
111. Clematis fruticosa Turcz.
112. Clematis fulvicoma Rehder & E.H.Wilson
113. Clematis fulvofurfuracea W.T.Wang
114. Clematis fusca Turcz.
115. Clematis gentianoides DC.
116. Clematis gialaiensis Serov
117. Clematis glabrifolia K.Sun & M.S.Yan
118. Clematis glauca Willd.
119. Clematis glaucophylla Small
120. Clematis glycinoides DC.
121. Clematis gouriana Roxb. ex DC.
122. Clematis gracilifolia Rehder & E.H.Wilson
123. Clematis grahamii Benth.
124. Clematis grandidentata (Rehder & E.H.Wilson) W.T.Wang
125. Clematis grandiflora DC.
126. Clematis grandifolia (Staner & J.Léonard) M.Johnson
127. Clematis grata Wall.
128. Clematis gratopsis W.T.Wang
129. Clematis graveolens Lindl.
130. Clematis grewiiflora DC.
131. Clematis grossa Benth.
132. Clematis guadeloupae Pers.
133. Clematis gulinensis W.T.Wang & L.Q.Li
134. Clematis haenkeana C.Presl
135. Clematis hagiangensis N.T.Do
136. Clematis hainanensis W.T.Wang
137. Clematis hancockiana Maxim.
138. Clematis hastata Finet & Gagnep.
139. Clematis hayatae Kudô & Masam.
140. Clematis hedysarifolia DC.
141. Clematis heracleifolia DC.
142. Clematis herrei H.Eichler
143. Clematis hexapetala Pall.
144. Clematis heynei M.A.Rau
145. Clematis hilariae Kovalevsk.
146. Clematis hirsuta Guill. & Perr.
147. Clematis hirsutissima Pursh
148. Clematis horripilata D.Falck & Lehtonen
149. Clematis hothae Kurz
150. Clematis huangjingensis W.T.Wang & L.Q.Li
151. Clematis huchouensis Tamura
152. Clematis hupehensis Hemsl. & E.H.Wilson
153. Clematis ibarensis Baker
154. Clematis incisodenticulata W.T.Wang
155. Clematis insidiosa Baill.
156. Clematis integrifolia L.
157. Clematis intraglabra W.T.Wang
158. Clematis intricata Bunge
159. Clematis iranica Habibi, Ghorbani & Azizian
160. Clematis ispahanica Boiss.
161. Clematis japonica Thunb.
162. Clematis javana DC.
163. Clematis jeypurensis Bedd. ex W.T.Wang
164. Clematis jialasaensis W.T.Wang
165. Clematis jingdungensis W.T.Wang
166. Clematis jingxiensis W.T.Wang
167. Clematis kakoulimensis Schnell
168. Clematis khasiana (Brühl) W.T.Wang
169. Clematis kirilowii Maxim.
170. Clematis kockiana C.K.Schneid.
171. Clematis koreana Kom.
172. Clematis korthalsii H.Eichler
173. Clematis kweichouwensis C.Pei
174. Clematis ladakhiana Grey-Wilson
175. Clematis lancifolia Bureau & Franch.
176. Clematis lanuginosa Lindl.
177. Clematis lasiandra Maxim.
178. Clematis lasiantha Nutt.
179. Clematis laxistrigosa (W.T.Wang & M.C.Chang) W.T.Wang
180. Clematis leptophylla (F.Muell.) H.Eichler
181. Clematis leschenaultiana DC.
182. Clematis liboensis Z.R.Xu
183. Clematis ligusticifolia Nutt.
184. Clematis linearifolia Steud.
185. Clematis linearifoliola W.T.Wang
186. Clematis lingyunensis W.T.Wang
187. Clematis lishanensis (T.Y.A.Yang & T.C.Huang) Luferov
188. Clematis liuzhouensis Y.G.Wei & C.R.Lin
189. Clematis longicauda Steud. ex A.Rich.
190. Clematis longipes Freyn
191. Clematis longistyla Hand.-Mazz.
192. Clematis loureiroana DC.
193. Clematis lushuiensis W.T.Wang
194. Clematis macgregorii Merr.
195. Clematis macropetala Ledeb.
196. Clematis macrophylla (J.Raynal) W.T.Wang
197. Clematis maguanensis W.T.Wang
198. Clematis malacoclada W.T.Wang
199. Clematis malacocoma W.T.Wang
200. Clematis manipurensis (Brühl) W.T.Wang
201. Clematis marata Armstr.
202. Clematis marmoraria Sneddon
203. Clematis mashanensis W.T.Wang
204. Clematis mauritiana Lam.
205. Clematis melanonema W.T.Wang
206. Clematis menglaensis M.C.Chang
207. Clematis methifolia Hook.
208. Clematis metouensis M.Y.Fang
209. Clematis meyeniana Walp.
210. Clematis microcuspis Baker
211. Clematis microphylla DC.
212. Clematis moisseenkoi (Serov) W.T.Wang
213. Clematis mollissima (Hallier f.) H.Eichler
214. Clematis montana Buch.-Ham. ex DC.
215. Clematis morefieldii Kral
216. Clematis morii Hayata
217. Clematis multistriata H.Eichler
218. Clematis munroiana Wight
219. Clematis nagaensis W.T.Wang
220. Clematis nainitalensis W.T.Wang
221. Clematis nannophylla Maxim.
222. Clematis napaulensis DC.
223. Clematis napoensis W.T.Wang
224. Clematis ningjingshanica W.T.Wang
225. Clematis nobilis Nakai
226. Clematis novocaledoniaensis W.T.Wang
227. Clematis nukiangensis M.Y.Fang
228. Clematis obscura Maxim.
229. Clematis obtusifolia R.Br. ex W.T.Wang
230. Clematis obvallata (Ohwi) Tamura
231. Clematis occidentalis (Hornem.) DC.
232. Clematis ochroleuca Aiton
233. Clematis oligophylla Hook.
234. Clematis orientalis L.
235. Clematis otophora Franch. ex Finet & Gagnep.
236. Clematis oweniae Harv.
237. Clematis pamiralaica Grey-Wilson
238. Clematis paniculata J.F.Gmel.
239. Clematis papillosa H.Eichler
240. Clematis papuasica Merr. & L.M.Perry
241. Clematis parviloba Gardner & Champ.
242. Clematis pashanensis (M.C.Chang) W.T.Wang
243. Clematis patens C.Morren & Decne.
244. Clematis pauciflora Nutt.
245. Clematis peii L.Xie, W.J.Yang & L.Q.Li
246. Clematis perrieri H.Lév.
247. Clematis peruviana DC.
248. Clematis peterae Hand.-Mazz.
249. Clematis petriei Allan
250. Clematis phanerophlebia Merr. & L.M.Perry
251. Clematis phlebantha L.H.J.Williams
252. Clematis pianmaensis W.T.Wang
253. Clematis pickeringii A.Gray
254. Clematis pierotii Miq.
255. Clematis pimpinellifolia Hook.
256. Clematis pinchuanensis W.T.Wang & M.Y.Fang
257. Clematis pingbianensis W.T.Wang
258. Clematis pinnata Maxim.
259. Clematis pitcheri Torr. & A.Gray
260. Clematis plukenetii DC.
261. Clematis pogonandra Maxim.
262. Clematis polygama Jacq.
263. Clematis populifolia Turcz.
264. Clematis potaninii Maxim.
265. Clematis pseudoconnata (Kuntze) Luferov
266. Clematis pseudoflammula Schmalh. ex Lipsky
267. Clematis pseudootophora M.Y.Fang
268. Clematis pseudopogonandra Finet & Gagnep.
269. Clematis pseudopterantha Kadota & Nob.Tanaka
270. Clematis pseudoscabiosifolia H.Perrier
271. Clematis psilandra Kitag.
272. Clematis pterantha Dunn
273. Clematis puberula Hook.f. & Thomson
274. Clematis pubescens Hügel ex Endl.
275. Clematis pycnocoma W.T.Wang
276. Clematis qingchengshanica W.T.Wang
277. Clematis quadribracteolata Colenso
278. Clematis queenslandica W.T.Wang
279. Clematis quinquefoliolata Hutch.
280. Clematis ranunculoides Franch.
281. Clematis recta L.
282. Clematis rehderiana Craib
283. Clematis repens Finet & Gagnep.
284. Clematis reticulata Walter
285. Clematis rhodocarpa Rose
286. Clematis rhodocarpoides W.T.Wang
287. Clematis rigoi W.T.Wang
288. Clematis robertsiana Aitch. & Hemsl.
289. Clematis roylei Rehder
290. Clematis rubifolia C.H.Wright
291. Clematis rufa Rose
292. Clematis rutoides W.T.Wang
293. Clematis sarezica Ikonn.
294. Clematis satomiana Kadota
295. Clematis sclerophylla W.T.Wang
296. Clematis seemannii Kuntze
297. Clematis serratifolia Rehder
298. Clematis shenlungchiaensis M.Y.Fang
299. Clematis shensiensis W.T.Wang
300. Clematis siamensis Drumm. & Craib
301. Clematis sichotealinensis Ulanova
302. Clematis simensis Fresen.
303. Clematis simplicifolia Qureshi & Chaudhri
304. Clematis sinii W.T.Wang
305. Clematis smilacifolia Wall.
306. Clematis socialis Kral
307. Clematis songorica Bunge
308. Clematis spathulifolia (Kuntze) Prantl
309. Clematis speciosa (Makino) Makino
310. Clematis staintonii W.T.Wang
311. Clematis stans Siebold & Zucc.
312. Clematis stenanthera H.Eichler
313. Clematis strigillosa Baker
314. Clematis subtriloba Nees ex G.Don
315. Clematis subtriternata Nakai
316. Clematis subumbellata Kurz
317. Clematis takedana Makino
318. Clematis tamurae T.Y.A.Yang & T.C.Huang
319. Clematis tangutica (Maxim.) Korsh.
320. Clematis tashiroi Maxim.
321. Clematis tengchongensis W.T.Wang
322. Clematis tenuimarginata H.Eichler
323. Clematis tenuipes W.T.Wang
324. Clematis teretipes W.T.Wang
325. Clematis terniflora DC.
326. Clematis teuszii (Kuntze) Engl.
327. Clematis texensis Buckley
328. Clematis thaiana Tamura
329. Clematis thalictrifolia Engl.
330. Clematis theobromina Dunn
331. Clematis tibetana Kuntze
332. Clematis tinghuensis C.T.Ting
333. Clematis tomentella (Maxim.) W.T.Wang & L.Q.Li
334. Clematis tongluensis (Brühl) Tamura
335. Clematis tortuosa Wall. ex C.E.C.Fisch.
336. Clematis tosaensis Makino
337. Clematis tournefortii DC.
338. Clematis trichotoma Nakai
339. Clematis trifida Hook.
340. Clematis triloba Thunb.
341. Clematis tripartita W.T.Wang
342. Clematis tsaii W.T.Wang
343. Clematis tsugetorum Ohwi
344. Clematis tuaensis H.Eichler ex W.T.Wang
345. Clematis tunisiatica W.T.Wang
346. Clematis turyusanensis U.C.La & Chae G.Chen
347. Clematis udayanii Anilkumar
348. Clematis uhehensis Engl.
349. Clematis ulbrichiana Pilg.
350. Clematis uncinata Champ. ex Benth.
351. Clematis urophylla Franch.
352. Clematis uruboensis Lourteig
353. Clematis vaniotii H.Lév. & C.E.Porter
354. Clematis variifolia W.T.Wang
355. Clematis venusta M.C.Chang
356. Clematis versicolor Small
357. Clematis vietnamensis W.T.Wang & N.T.Do
358. Clematis villosa DC.
359. Clematis vinacea Floden
360. Clematis viorna L.
361. Clematis virginiana L.
362. Clematis viridiflora Bertol.
363. Clematis viridis (W.T.Wang & M.C.Chang) W.T.Wang
364. Clematis vitalba L.
365. Clematis viticaulis Steele
366. Clematis viticella L.
367. Clematis wallichii W.T.Wang
368. Clematis wenshanensis W.T.Wang
369. Clematis wenxianensis W.T.Wang
370. Clematis williamsii A.Gray
371. Clematis wissmanniana Hand.-Mazz.
372. Clematis wuxiensis Q.Q.Jiang & H.P.Deng
373. Clematis xiangguiensis W.T.Wang
374. Clematis xinhuiensis R.J.Wang
375. Clematis yuanjiangensis W.T.Wang
376. Clematis yui W.T.Wang
377. Clematis yunnanensis Franch.
378. Clematis yuntaishanica W.T.Wang
379. Clematis zaireensis W.T.Wang
380. Clematis zandaensis W.T.Wang
381. Clematis zemuensis W.W.Sm.
382. Clematis zeylanica (L.) Poir.
383. Clematis zygophylla Hand.-Mazz.

## Vanjske poveznice
|  | Zajednički poslužitelj ima još gradiva o temi Clematis |
|  | Wikivrste imaju podatke o taksonu Clematis             |